# Language Interface Pack
Med ett Language Interface Pack, LIP-paket från Microsoft för Office kan användare få gränssnitt på särskilda språk som hindi och tamil.